# Locaute da NBA de 1998-99
O Locaute da NBA de 1998-99 foi o terceiro locaute da história da NBA. Ele durou do dia 01 de julho de 1998 a 20 de janeiro de 1999. A NBA decretou o cancelamento dos jogos de pré-temporada quando o locaute atingiu o dia 24 de setembro. A paralisação das atividades seguiu durante os meses seguintes e o novo acordo só foi oficializado no início de janeiro de 1999. O período de negociação com agentes livres e de treinamentos dos times foi reduzido a um período de menos de três semanas e o campeonato foi reduzido a apenas 50 partidas, ao invés das tradicionais 82.
Uma das consequências deste locaute foi que os jogadores, tentando pressionar a NBA e os donos dos times, decidiram não representar os EUA no Campeonato Mundial da Grécia de 1998.